# 当孝敬父母
当孝敬父母（羅馬化：Kabbēḏ ’eṯ-’āḇîḵā wə’eṯ-’immeḵā ləma‘an ya’ăriḵûn yāmeyḵā）是《希伯来圣经》中十诫之一。在《出埃及记》20:1–21与《申命记》5:1–23的版本中，犹太教和新教大部分教派通常将其列为第五条戒律，而天主教与新教信義宗则视其为第四条。
这一戒律曾在许多国家的法律中得到实施，并被部分人士视为今日仍应执行的法律。 《出埃及记》20:1描述这些诫命由上主亲口宣讲，且由神的手指刻于两块石版上，后被摩西摔碎，并由上主重新雕刻一份。

## 希伯来圣经
כבד את־אביך ואת־אמך למען יארכון ימיך על האדמה אשר־יהוה אלהיך נתן לך‬
Kabbēḏ ’eṯ-’āḇîḵā wə’eṯ-’immeḵā ləma‘an ya’ăriḵûn yāmeyḵā ‘al hā’ăḏāmāh ’ăšer-Yəhwāh ’ĕlōheyḵā nōṯēn lāḵ.
“当孝敬父母，使你的日子在耶和华你　神所赐你的地上得以延长。”——《出埃及记》20:12（新国际版）
在《妥拉》中，遵守这条戒命不仅与个人福祉相关，也被视为以色列民族得以继续居住在应许之地的保障。 殴打或咒诅父母在律法中被处以死刑，因此“使你得享长寿”这一条款也可理解为“不致被处死”。塔木德中将孝敬父母之责视为与尊崇上帝等同。 先知玛拉基亦作出相似比喻：
“儿子尊敬父亲，仆人敬畏主人。若我是父亲，尊敬我的在哪里？若我是主人，敬畏我的在哪里？”万军之耶和华对你们说，就是你们藐视我名的祭司。你们却说：‘我们在何事上藐视你的名呢？’”——《玛拉基书》1:6（NIV）
圣经中共八次重复了该戒命。

## 犹太教观点
何谓“孝敬”？即供父母饮食、衣物，出入相伴，凡其所需，皆当喜悦供给。——《简明会堂法典》143:7
犹太教认为孝敬父母之义等同于敬神，因为人之存在乃由父母与上帝共同成就。
“……当尊重生你之躯、哺你之乳，供养父母，因其参与你之创造。人由父得骨、筋、脑、甲、眼白，由母得肤、血、肉、发、瞳仁，而神则赋予呼吸、灵魂、神采、视觉、听觉、言语、触觉、感觉、洞察与智慧。若人不孝神亦不愿居于其间。”——《犹太传说》卷三
塔木德认为人由神与父母三方共同创造，因此孝敬父母即等同敬神。
拉比们教导说：“当孝敬父母”（出20:12），又说“当以财尊敬耶和华”（箴3:9）。所用词语相同，表示尊父母等同尊主。亦说“各人当敬父母”（利19:3），又说“你要敬畏耶和华”（申10:20）。再者，“咒骂父母者当被处死”（出21:17），如同“咒神者当担当其罪”（利24:15）。——《塔木德·基杜辛篇》31

### 传统观念
保持该戒命与以色列民族得以长居应许之地密切相关。 《申命记》中规定，若子不孝可由父母将其带至城门长老面前处以石刑。
圣经中屡次将孝敬父母与敬神并列，如先知耶利米称上帝为以色列之父， 以赛亚称神之子民为其儿女， 玛拉基亦呼吁百姓给予上帝应有的尊敬。

### 优先顺序
《律法集》指出应同等孝敬父母。部分经文先提父，部分则先母，体现二者应受同等尊重。
已婚女子应以丈夫为重，但在其许可下仍应尽力孝敬双亲：
男女皆有孝敬义务，已婚妇虽应以夫为先，但如夫不反对，仍当竭力事奉父母。——《简明会堂法典》143:17

### 具体要求
子女当遵从父母合理命令，但若父母之命违背律法则不当服从。
凡父所命皆当听从，唯若命人拜偶像则不可从，以免变为叛教者。——《米德拉士》，Yalkut Shimoni，箴言960
我是耶和华你之神，你与父母皆应尊我，故若其命令违我律，你不可听从。——《简明会堂法典》143:15
子女可在符合律法前提下自主决定婚姻大事。
旅途中应与父母保持联络以免其忧心。
亡后仍应孝敬父母，可通过诵读卡迪什、施舍、研习妥拉等方式体现。
不得羞辱、打断父母、揭短于人，亦不可因母之行为引父愤怒，防其咒骂母亲。 子不得扰其父母之眠。

## 新约观点

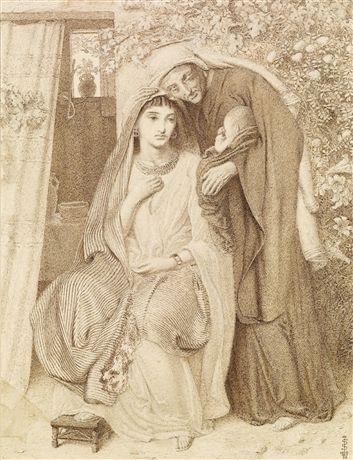
路得孝敬寡居的婆婆拿俄米。绘者：Simeon Solomon，1860年

在《新约》的四福音书中，耶稣重申了“孝敬父母”的重要性（参见《马太福音》15:1–9、19:17–19，《马可福音》10:17–19，《路加福音》18:18–21）。使徒保罗在写给以弗所教会的书信中也引用了该诫命：
你们作儿女的，要在主里听从父母，这是理所当然的。 “当孝敬父母，使你得福，在世长寿。”这是第一条带应许的诫命。——《以弗所书》6:1–2（ESV）参见《歌罗西书》3:20
保罗在《罗马书》和《提摩太后书》中将忤逆父母列为严重罪行之一（参见《罗马书》1:29–31，《提摩太后书》3:2）。
耶稣和保罗的言论都表明，即使成年子女仍有责任在物质上供养父母。在福音书中，耶稣批评那些以“献给上帝”为借口而不履行供养父母义务的人（《马太福音》15:3–8，《马可福音》7:9–12，此处耶稣引用《以赛亚书》29:13）。《约翰福音》记载，耶稣被钉十字架时，将其母玛利亚托付于使徒约翰照料，体现了对母亲的孝敬之责。
根据《马太福音》，孝敬父母的义务以对神的忠诚为界限：“爱父母胜过爱我的，不配作我的门徒。”（《马太福音》10:37）这表明，若父母之命与神的律法相悖，子女当遵从神而非人。
保罗还指示提摩太，对于寡妇的照料应由其子孙承担：
若寡妇有儿女或孙子女，他们就该先学着在自己家中行孝，报答亲恩，因为这在神面前是可悦纳的。——《提摩太前书》5:4（NIV）

## 基督教观点

### 天主教
在天主教教义中，孝敬父母的基础源于父母身份的神圣性：
“父”的身份来自天主，这就是为何必须孝敬父母……这不仅是出于命令，更是出于感恩，因为父母给予孩子生命、关爱与教养，使其成长于智慧、身量与恩典中。
天主教认为，该诫命展示了爱德的层次：首先是对天主，其次是对父母，然后是对他人。 遵守这条戒命将带来属灵和属世的平安与福乐，反之则会伤害个人与社会。 因为家庭被视为社会的基本单位：
家庭是社会生活的基本细胞……家庭中的权威、稳定与关系构成了自由、安全与兄弟情谊的基础。家庭是学习道德、敬天主与自由的起点。
《路加福音》记载耶稣童年时顺从父母。孩子在家时应完全顺从父母，但成年子女虽不再完全顺服，仍应尊重其教导与建议。
我兒，應堅守你父親的命令，不要放棄你母親的教訓；應將二者常刻在你心中，繫在你的頸項上。她們在你行路時引領你，在你躺臥時看護你；在你醒來時與你交談。（《箴言》6:20–22）
成年人应在父母年老、病患或孤独时给予物质与精神支持，这是感恩的体现。《出谷紀》22:27指出不可咒罵天主及不可詛咒你百姓的首長，教会据此教导尊重所有具有合法权柄的人，包括家庭外的长辈、教师、领导者等。孝敬父母也成为推己及人的爱心基础，因为所有人皆为天父的儿女。

### 东正教
神父Seraphim Stephens将“孝敬”定义为“爱与尊重”，认为该诫命处于人与神关系和人与人关系之间，是信仰与社会责任的桥梁。 Richard D. Andrews指出，每当人行善，就为其父母带来荣耀。

### 新教
约翰·加尔文认为人父的身份具有神圣性，因其源自上帝的“父性”。因此，孝敬父母的责任不取决于其是否“值得”。但若父亲作恶，子女不可以“孝”之名为其罪开脱。
“父”的名是神圣的，是神的恩赐在人身上的转移。若子不敬父，即是藐视神本身……即便父亲不配尊敬，他作为“父”的身份仍保有权威，不可用孝为罪恶背书。——加尔文，《律法和谐》注释
约翰·卫斯理对该戒命的注释与天主教类似，强调应：
1. 内心尊敬并外在表现；
2. 顺服正当命令（弗6:1–3）；
3. 接受责备与教导；
4. 尊重建议与指导；
5. 安慰与照顾年老父母。 他亦主张敬重属灵与世俗权威。
马太·亨利指出，戒命适用于一切承担父母责任者，如以斯帖尊敬养父末底改。
虽是堂亲，以斯帖仍听命于末底改，此为孤儿敬其监护人的楷模。——马太·亨利

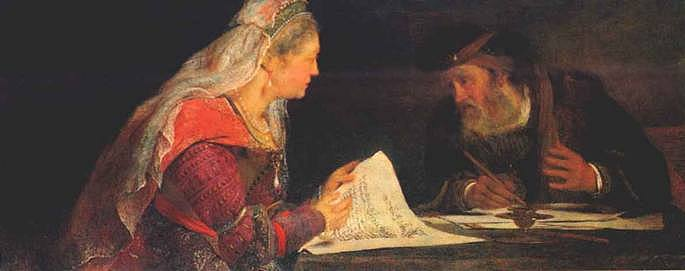
以斯帖与末底改撰写普珥节第二封信。Arent de Gelder绘，约1685年。

《申命记》5:16强调此诫命附有应许：“使你得享长寿，在耶和华你神所赐的地上得福。” 加尔文、卫斯理和亨利都认为该应许仍对信徒有效，无论是属世或属天赏赐。
加尔文指出，《出埃及记》和《利未记》对违命者处以死刑，显示神对此类罪行之重视（出21:15,17；利20:9）。他强调，这种刑罚虽严厉，正因其威慑力，以防社会败坏。

## 奖赏与后果
这条戒命与其他不同之处在于它附有明确应许：“使你得以长寿，在耶和华你神所赐之地得福。”（《出埃及记》20:12，《申命记》5:16）
如同摩西之约的其他条款，该命令既有顺从的赏赐，也有违背的惩罚：
孝敬父母者奖赏甚大，违命者惩罚亦重。若人使其父母受苦，则神之荣光将远离他，灾祸临身，即使今世无灾，也将在来世受刑。——《简明会堂法典》143:4

## 延伸阅读
- 天主教会. . 道布尔戴出版社. 2003年  [2025-04-11]. ISBN 0-385-50819-0. （原始内容存档于2022-11-30）.